# Lac Soleil
Lac Soleil är en sjö i Kanada.   Den ligger i regionen Mauricie och provinsen Québec, i den sydöstra delen av landet, 230 km nordost om huvudstaden Ottawa. Lac Soleil ligger 469 meter över havet. Arean är 0,37 kvadratkilometer. Den sträcker sig 0,7 kilometer i nord-sydlig riktning, och 1,2 kilometer i öst-västlig riktning.
I omgivningarna runt Lac Soleil växer i huvudsak blandskog. Trakten runt Lac Soleil är nära nog obefolkad, med mindre än två invånare per kvadratkilometer.